# Diplocheila undulata
Diplocheila undulata är en skalbaggsart som beskrevs av Carr. Diplocheila undulata ingår i släktet Diplocheila och familjen jordlöpare. Inga underarter finns listade i Catalogue of Life.